# Mischocyttarus drewseni
Mischocyttarus drewseni är en getingart som först beskrevs av Henri Saussure 1954.  Mischocyttarus drewseni ingår i släktet Mischocyttarus och familjen getingar.

## Underarter
Arten delas in i följande underarter:
- M. d. andinus
- M. d. gigas